# Bosquerola de Goldman
La bosquerola de Goldman (Setophaga goldmani) és un ocell de la família dels parúlids (Parulidae).

## Hàbitat i distribució
Habita boscos al sud de Chiapas i oest de Guatemala.